# STS-33
STS-33 foi uma missão do ônibus espacial Discovery, realizada em novembro de 1989, para o Departamento de Defesa dos Estados Unidos.

## Tripulação
| Posição                  | Astronautas       |
| ------------------------ | ----------------- |
| Comandante               | Frederick Gregory |
| Piloto                   | John Blaha        |
| Especialista de missão 1 | Story Musgrave    |
| Especialista de missão 2 | Sonny Carter      |
| Especialista de missão 3 | Kathryn Thornton  |

## Parâmetros da missão
- Massa:
  - Carga: satélite Magnum ELINT satellite ~ 3 000 kg
  - Foguete: Estágio superior IUS ~ 18 000 kg
- Perigeu: 207 km
- Apogeu: 214 km
- Inclinação: 28.5°
- Período: 88.7 min

## Hora de acordar
Nessa missão apenas uma música foi ouvida:
- 2° Dia: USA for Africa (especial de diversos cantores.)

## Principais fatos
Esta foi a quinta missão para o Departamento de Defesa. Devido à natureza desta missão, seus detalhes específicos são classificados. O ônibus espacial Discovery decolou do Pad A do complexo de lançamento 39, no KSC, em 22 de Novembro de 1989, às 7:23 p.m. EST. O lançamento havia sido originalmente agendado para o dia 20 de Novembro, porém foi atrasado devido a um suspeita com relação ao Integrated Electronics Assemblies, o qual controla a ignição e a separação dos foguetes de combustível sólido (SRB).
Este foi o nono voo do Discovery e a décima terceira missão a utilizar um ônibus espacial. A STS-33 foi o terceiro lançamento noturno no programa de ônibus espaciais, e o primeiro desde a continuação dos voos com ônibus espaciais em 1988. A aterrissagem foi agendada para 26 de Novembro, porém foi adiada devido a ventos fortes no local de aterrissagem.
De acordo com a Aviation Week, a STS 33 lançou o Magnum, um satélite secreto para a obtenção de dados em órbita geossíncrona. Um modelo idêntico foi lançado também nas missões STS-51-C e STS-38.
Também de acordo com a Aviation Week, o veículo entrou inicialmente em uma órbita elíptica de 204 km x 519 km com uma inclinação de 28.45 deg com o equador. Ele então realizou três disparos do OMS (sistema de manobra orbital) o último na quarta órbita #4. O primeiro disparo foi para circularizar a órbita em 519 km.
O satélite foi lançado na sétima órbita e então disparou seu foguete IUS no nó ascendente da oitava órbita, para coloca-lo em uma órbita geossíncrona de transferência.
A carga classificada foi lançada com sucesso e propulsionada até sua órbita operacional pelo foguete do Estágio Superior Inercial (IUS), de acordo com um anúncio da força aérea.
O Discovery aterrissou na Base Aérea de Edwards, na Califórnia, em 27 de novembro, às 7:30 p.m. EST, após uma missão com a duração de 5 dias, e 6 minutos.
Nota: STS-33 foi a designação original para a missão que se tornou a STS-51-L, o último voo da Challenger que acabou em tragédia. Após o desastre, a NASA modificou seu sistema de numeração de volta ao STS-26, que era a vigésima sexta missão com um ônibus espacial e a primeira após a Challenger. Não existe nenhuma relação entre a STS-33 da Challenger e esta STS-33.